# Eusandalum walkeri
Eusandalum walkeri is een vliesvleugelig insect uit de familie Eupelmidae. De wetenschappelijke naam is voor het eerst geldig gepubliceerd in 1836 door Curtis.